# Spooner Oldham

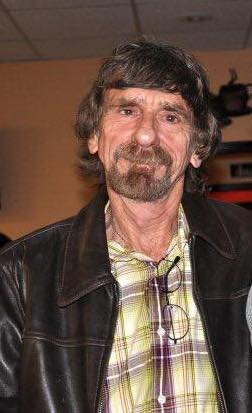
Spooner Oldham, 2009

Dewey Lindon „Spooner“ Oldham (* 14. Juni 1943 in Center Star, Alabama) ist ein US-amerikanischer Songwriter und Studiomusiker (Klavier, Orgel, Keyboards). Er schrieb einige erfolgreiche Hits und begleitete zahlreiche namhafte Rockmusiker im Studio und auf Tour.

## Werdegang
Schon während seiner Schulzeit spielte Oldham Klavier in verschiedenen Bands. Sein Studium brach er ab, um in den FAME Studios zu musizieren. Als Mitglied der Studioband begleitete er u. a. Wilson Pickett und Aretha Franklin (I Never Loved A Man (The Way I Love You)). Seine bekannteste Arbeit ist die Begleitung auf der Farfisa-Orgel in When a Man Loves a Woman von Percy Sledge. Oldham war auch an der Aufnahme von Franklins Version des Liedes Respect beteiligt.
Im Jahr 1967 ging er nach Memphis, Tennessee, wo er für das American Sound Studio zu arbeiten begann. Mit Dan Penn schrieb er so bekannte Hits wie Cry Like a Baby (The Box Tops), I’m Your Puppet (James & Bobby Purify), A Woman Left Lonely und It Tears Me Up (Percy Sledge). Danach zog es Oldham nach Los Angeles. Hier arbeitete er im Studio u. a. mit Arthur Alexander, Bob Dylan, Delaney Bramlett, Willy DeVille, Joe Cocker, den Hacienda Brothers, Linda Ronstadt, Jackson Browne, den Everly Brothers, Dickey Betts, J. J. Cale und Frank Black.
Häufig arbeitete Oldham mit Neil Young zusammen, z. B. bei dessen Aufnahmen zum Album Harvest Moon. Zu sehen ist Oldham in Youngs Konzertfilm Neil Young: Heart of Gold. Im Jahr 2006 begleitete er Crosby, Stills, Nash & Young auf ihrer Freedom of Speech-Tour. Außerdem war er am Comeback-Album Lonely Just Like Me des Country-Soul-Pioniers Arthur Alexander beteiligt. Spooner Oldham spielte darauf Klavier und Orgel. Außerdem ist er als Co-Autor von Alexanders Titel Genie in the Jug aufgeführt. Die beiden hatten bereits in den 1960er Jahren zusammen Musik gemacht. 2007 war Oldham mit den Drive-By Truckers auf deren The Dirt Underneath-Tour, 2008 spielte er auf dem Album  Last Days at the Lodge von Amos Lee und 2011 begleitete er Pegi Young auf einer Tournee durch Kalifornien.

## Ehrungen
Am 4. April 2009 wurde Spooner Oldham für seine Verdienste bei der Entwicklung des Southern Soul und des R&B-Sounds als Sideman in die Rock and Roll Hall of Fame aufgenommen. Oldham hatte u. a. bei Percy Sledges When a Man Loves a Woman, Wilson Picketts Mustang Sally, Arthur Alexanders You Better Move On und Aretha Franklins I Never Loved a Man (The Way I Love You) mitgewirkt.

## Diskografie (Auswahl)
- 2015: Complete Duo Recordings – Dan Penn and Spooner Oldham Live (Audio-CD mit 14 Titeln plus Konzert-DVD mit 22 Titeln aus dem Sommer 2006, aufgenommen in der St. James Church, London; Proper Records / H’Art)

### Sideman
für Arthur Alexander
- 1962: You Better Move On (Dot Records)
- 1993: Lonely Just Like Me (Elektra)

für Wilson Pickett
- 1966: Land of 1000 Dances (Atlantic Records)
- 1966: Mustang Sally (Atlantic)

für Aretha Franklin
- 1967: I Never Loved a Man the Way I Love You (Atlantic)
- 1968: Lady Soul (Atlantic)

Begleitmusiker für Neil Young
- 1978: Comes a Time (Reprise Records)
- 1985: Old Ways (Geffen Records)
- 1992: Neil Young & The Stray Gators – Harvest Moon (Reprise; Oldham ist auch im dazugehörigen Musikvideo zu sehen[5])
- 1993: Unplugged (Reprise)
- 2000: Silver and Gold (Reprise)
- 2000: Road Rock Vol. 1: Friends & Relatives (Reprise)
- 2005: Prärie Wind (Reprise)[6]
- 2011: Neil Young International Harvesters – A Treasure (Reprise)
- 2025: Neil Young & The Chrome Hearts – Talkin To The Trees (Reprise)